# Кубок УРСР з футболу
Кубок УРСР з футболу — кубковий турнір в УРСР, який проводився паралельно з Кубком СРСР. У сезонах 1938, 1944-48 років у турнірі брали участь усі найсильніші команди майстрів республіки.

## Історія
Перший розіграш турніру під назвою Кубок УРСР з футболу відбувся у 1938 році. Хоча турніри 1936 та 1937 років також проходили за олімпійською системою, вони мали назву «Весняна першість УРСР» (за підсумками турніру 1937 року переможцю навіть було вручено Кубок). Однак, саме розіграш 1938 року носив назву «першого» Кубка республіки.
Фінальні поєдинки Кубку Української РСР проводилися на київському стадіоні «Динамо» імені М. І. Єжова, наприкінці 1930-х років перейменованого на Всеукраїнський стадіон «Динамо» (тепер — стадіон «Динамо» імені Валерія Лобановського). Переможців нагороджували золотими жетонами й дипломами Держкомспорту республіки, а колективне фото тріумфаторів публікувалося у футбольних щорічниках видавництва «Молодь», поряд зі знімками чемпіонів та володарів Кубка Союзу.
У 1938 році Кубок УРСР проходив паралельно з Кубком СРСР при чому попередні тури Кубка УРСР були одночасно попередніми турами Кубка СРСР. Ті команди які кваліфікувалися через попередні тури потрапляли і до Кубка УРСР і до Кубка СРСР, які, починаючи з основної частини турнірів, розмежовувалися і команди-учасники змагалися в окремих паралельних турнірах. У той час окрім команд-майстрів до Кубка УРСР і Кубка СРСР потрапили наступні команди: Здоров'я (Харків), Локомотив (Харків), Локомотив-2 (Київ), Динамо-2 (Київ), Динамо (Миколаїв), Харчовик (Одеса), Спартак (Дніпропетровськ), Локомотив (Запоріжжя), Авангард (Краматорськ) і Сталь (Костянтинівка). Ті 10 учасників доєдналися до 6-ти інших українських команд, які змагалися у Чемпіонаті СРСР з футболу Класу А 1938 року. З 1939 року тільки переможці Кубка УРСР отримували нагоду брати участь у Кубоку СРСР з футболу. У 1939 році краматорський Авангард взяв участь у Кубоку СРСР через тиждень після перемоги у Кубку УРСР, як представник від України. Через війну кваліфікація переможців Кубка УРСР до Кубка СРСР перервалася і відновилася тільки у 1949 році. Тоді переможцем Кубка УРСР стала команда військово-повітряних сил з Харкова, яка у Кубку СРСР грала як команда м. Харків. У 1950 році від України було делеговано 2 команди Спартак Ужгород і Металург Запоріжжя. У наступні два сезони 1951 і 1952 Металург знову було допщенно до Кубка СРСР як переможця Кубка УРСР. У 1953 році Торпедо Кіровоград як переможець Кубка УРСР брав участь у Кубку СРСР. У 1954 і 1955 роках у Кубку СРСР у цій ж ролі приймав участь Машинобудівник Київ. У 1956 році Кубок СРСР не проводився, а починаючи з 1957 року кращі команди Кубка УРСР включаючи переможця брали участь вже не в Кубку СРСР, а в Кубку СРСР серед команд колективів фізичної культури (КФК). Першою командою від України у тих змаганнях була команда СКВО (Одеса), яка перед тим стала переможцем Кубка УРСР у 1957 році.
До 1959 року в Кубок республіки, окрім команд колгоспів, підприємств і установ, вишів та військових частин, могли також заявлятися команди майстрів, не задіяні в розіграші Кубка СРСР.  У турнірі 1938 року, як і в розіграшах 1944-1948 років, взяли участь усі найсильніші команди майстрів республіки. За такого «відкритого» формату в шести фінальних поєдинках грало київське «Динамо», яке лише одного разу, в 1945 році, поступилося трофеєм, мінімально програвши харківському «Локомотиву», команді другого дивізіону (подібний казус є й у біографії донецького «Шахтаря». У 1972 році гірники, що вже оформили путівку до вищої союзної ліги, із тим же рахунком 0:1 капітулювали перед друголіговим житомирським «Автомобілістом». Вирішальний м’яч житомиряни провели на першій хвилині додаткового часу).
У 1959—1989 роках за Кубок УРСР сперечалися команди колективів фізкультури, кількість яких доходила до 35-40 тисяч. Боротьба розпочиналася з районних, міських та обласних етапів, і згодом 32 найкращих колективи виявляли найсильнішого за олімпійською системою.
У 1972—1976 роках паралельно проводилися два Кубки України — для команд майстрів першої й другої ліг та для колективів фізкультури. «Професіонали» виборювали приз, заснований редакцією газети «Радянська Україна» (згодом його ж вручали і «фізкультурникам»). Відомо, що кубок республіки 1972 року «Автомобілісту» вручив головний редактор газети «Радянська Україна» А. К. Рябокляч.
Останні два сезони Кубку трофей розігрували клуби української зони другої ліги чемпіонату СРСР. Його останнім володарем став шепетівський «Темп», який за кілька місяців дебютував на новому рівні — в чемпіонаті й Кубку незалежної України.
У 1990—1991 роках Кубок УРСР було «відновлено», як вказував член президії Федерації футболу УРСР А. Романенко у «Спортивній газеті» за 23 жовтня 1990 року. Головний приз тоді було засновано редакцією газети «Правда Украины» (Правда України).

## Фінали Кубка УРСР
За участі найсильніших команд республіки
| Рік  | Володар            | Рахунок | Фіналіст             |
| ---- | ------------------ | ------- | -------------------- |
| 1938 | «Динамо» Київ      | 3:1     | «Локомотив» Київ     |
| 1944 | «Динамо» Київ      | 2:0     | «Локомотив» Харків   |
| 1945 | «Локомотив» Харків | 1:0     | «Динамо» Київ        |
| 1946 | «Динамо» Київ      | 2:0     | «Локомотив» Харків   |
| 1947 | «Динамо» Київ      | 5:1     | «Харчовик» Одеса     |
| 1948 | «Динамо» Київ      | 4:1     | «Більшовик» Мукачеве |

### Статистика фіналів за клубами
| М | Клуб                 | Перемоги | Фінали | Сезони перемог               | Сезони фіналів |
| - | -------------------- | -------- | ------ | ---------------------------- | -------------- |
| 1 | «Динамо» Київ        | 5        | 1      | 1938, 1944, 1946, 1947, 1948 | 1945           |
| 2 | «Локомотив» Харків   | 1        | 2      | 1945                         | 1944, 1946     |
| 3 | «Локомотив» Київ     | 0        | 1      |                              | 1938           |
| 4 | «Харчовик» Одеса     | 0        | 1      |                              | 1947           |
| 5 | «Більшовик» Мукачеве | 0        | 1      |                              | 1948           |

## Фінали Кубка УРСР серед команд нижчих ліг
Без представників команд майстрів вищого дивізіону
| Рік  | Володар                    | Фіналіст                     | Рахунок    |
| ---- | -------------------------- | ---------------------------- | ---------- |
| 1939 | «Авангард» (Краматорськ)   | «Харчовик» (Одеса)           | 2:0        |
| 1940 | «Динамо» (Дніпропетровськ) | «Локомотив» (Одеса)          | 2:2, 6:2   |
| 1949 | ВПС (Харків)               | «Водник» (Одеса)             | 5:1        |
| 1950 | «Спартак» (Ужгород)        | «Металург» (Запоріжжя)       | 4:2        |
| 1951 | «Металург» (Запоріжжя)     | ОБО (Львів)                  | 4:0        |
| 1952 | «Металург» (Запоріжжя)     | ОБО (Львів)                  | 6:3        |
| 1953 | «Торпедо» (Кіровоград)     | «Локомотив»(Полтава)         | 3:1        |
| 1954 | «Машинобудівник» (Київ)    | ОБО (Київ)                   | 1:0, 3:1   |
| 1955 | «Машинобудівник» (Київ)    | «Локомотив» (Артемівськ)     | 2:1        |
| 1956 | «Колгоспник» (Полтава)     | «Машинобудівник» (Запоріжжя) | 4:0        |
| 1957 | СКВО (Одеса)               | «Колгоспник» (Рівне)         | 2:0        |
| 1958 | «Торпедо» (Харків)         | «Авангард» (Тернопіль)       | 2:1        |
| 1972 | «Автомобіліст» (Житомир)   | «Шахтар» (Донецьк)           | 1:0 (д.ч.) |
| 1973 | «Зірка» (Кіровоград)       | «Спартак» (Івано-Франківськ) | 1:0        |
| 1974 | «Таврія» (Сімферополь)     | «Автомобіліст» (Житомир)     | 2:0, 2:1   |
| 1975 | «Зірка» (Кіровоград)       | «Таврія» (Сімферополь)       | 2:0, 1:2   |
| 1976 | СКА (Київ)                 | «Шахтар» (Горлівка)          | 2:0        |
| 1990 | «Полісся» (Житомир)        | «Нафтовик» (Охтирка)         | 4:0, 1:3   |
| 1991 | «Темп» (Шепетівка)         | «Верес» (Рівне)              | 1:1, 2:1   |

## Фінали Кубка УРСР серед колективів фізкультури
| Рік  | Володар                       | Фіналіст                               | Рахунок             |
| ---- | ----------------------------- | -------------------------------------- | ------------------- |
| 1959 | «Шахтар» (Коростишів)         | «Авангард» (Жовті Води)                | 2:1                 |
| 1960 | «Старт» (Чугуїв)              | «Авангард» (Шостка)                    | 0:0, 3:1            |
| 1961 | «Старт» (Чугуїв)              | «Шахтар» (Смолянка)                    | 1:0                 |
| 1962 | «Авангард» (Дніпропетровськ)  | «Екран» (Шостка)                       | 2:0                 |
| 1963 | «Метеор» (Дніпропетровськ)    | «Торпедо» (Миколаїв)                   | 2:1 (д.ч.)          |
| 1964 | «Більшовик» (Київ)            | «Авангард» (Дніпропетровськ)           | 1:0                 |
| 1965 | «Титан» (Запоріжжя)           | ЛВВПУ (Львів)                          | 2:1                 |
| 1966 | ЛВВПУ (Львів)                 | «Супутник» (Полтава)                   | 2:0                 |
| 1967 | «Більшовик» (Київ)            | «Авангард» (Вільногірськ)              | 2:1                 |
| 1968 | ЛВВПУ (Львів)                 | «Зоря» (Артемівськ)                    | 3:0                 |
| 1969 | «Шахтар» (Макіївка)           | «Сокіл» (Львів)                        | 1:0                 |
| 1970 | «Авангард» (Сімферополь)      | «Авангард» (Кривий Ріг)                | 2:0 (д.ч.)          |
| 1971 | «Кольормет» (Артемівськ)      | «Метал» (Дніпропетровськ)              | 2:0                 |
| 1972 | «Гірник» (Дніпрорудне)        | «Хімік» (Калуш)                        | 2:0                 |
| 1973 | «Сокіл» (Львів)               | «Шахтар» (Свердловськ)                 | 2:0                 |
| 1974 | «Сокіл» (Львів)               | «Шахтар» (Олександрія)                 | 0:0, 1:0 (д.ч.)     |
| 1975 | «Вихор» (Дніпропетровськ)     | «Локомотив» (Сміла)                    | 0:0, 1:1 (п.п. 7:6) |
| 1976 | «Електрон» (Івано-Франківськ) | «Титан» (Армянськ)                     | 2:1                 |
| 1977 | «Титан» (Армянськ)            | «Електрон» (Івано-Франківськ)          | 1:0                 |
| 1978 | «Більшовик» (Київ)            | «Маяк» (Харків)                        | 2:0                 |
| 1979 | «Енергія» (Нова Каховка)      | «Цементник» (Миколаїв, Львівська обл.) | 3:1, 0:0            |
| 1980 | «Нива» (Підгайці)             | «Енергія» (Нова Каховка)               | 3:0                 |
| 1981 | «Случ» (Березне)              | «Шахтар» (Дзержинськ)                  | 0:0, 1:1            |
| 1982 | «Енергія» (Нова Каховка)      | «Случ» (Березне)                       | 2:0, 2:1            |
| 1983 | «Схід» (Київ)                 | «Енергія» (Нова Каховка)               | 1:0, 2:2            |
| 1984 | «Торпедо» (Запоріжжя)         | «Карпати» (Дубове)                     | 5:1, 0:0            |
| 1985 | «Автомобіліст» (Львів)        | «Титан» (Армянськ)                     | 2:0, 3:3            |
| 1986 | «Машинобудівник» (Бородянка)  | «Зірка» (Бердичів)                     | 1:1, 2:1 (д.в.)     |
| 1987 | «Південьсталь» (Єнакієве)     | «Авангард» (Дрогобич)                  | 0:2, 3:0 (д.в.)     |
| 1988 | «Авангард» (Лозова)           | «Зірка» (Бердичів)                     | 1:1, 2:2            |
| 1989 | «Прогрес» (Бердичів)          | «Авангард» (Лозова)                    | 4:2, 0:0            |